# Licenciado Antonio Zamora Arrioja
Licenciado Antonio Zamora Arrioja es una localidad del municipio de Huimanguillo ubicado en la subregión de la Chontalpa del estado mexicano de Tabasco.

## Geografía
La localidad de Licenciado Antonio Zamora Arrioja se sitúa en las coordenadas geográficas 17°50′31″N 93°37′29″O / 17.841944, -93.624722, a una elevación de 21 metros sobre el nivel del mar.

## Demografía
Según el Conteo de Población y Vivienda 2020, efectuado por el Instituto Nacional de Estadística y Geografía, la localidad de Licenciado Antonio Zamora Arrioja tiene 214 habitantes, de los cuales 110 son del sexo masculino y 104 del sexo femenino. Su tasa de fecundidad es de 3.09 hijos por mujer y tiene 64 viviendas particulares habitadas.
| Gráfica de evolución demográfica de Licenciado Antonio Zamora Arrioja entre 1990 y 2020 |
|                                                                                         |
| INEGI.                                                                                  |